# Úrvalsdeild (Basketball)
Die Úrvalsdeild karla (deutsch Auswahlliga der Männer) ist die höchste Spielklasse im isländischen Basketball der Männer. Sie wurde in der Saison 1951/52 zum ersten Mal ausgetragen und wird von der Körfuknattleikssamband Íslands (KKÍ) organisiert.

## Liste der Meister
| - 1951/52: ÍKF Keflavíkurflugvöllur (1. Titel) - 1952/53: ÍKF Keflavíkurflugvöllur - 1953/54: ÍR Reykjavík (1. Titel) - 1954/55: ÍR Reykjavík - 1955/56: ÍKF Keflavíkurflugvöllur - 1956/57: ÍR Reykjavík - 1957/58: ÍKF Keflavíkurflugvöllur - 1958/59: ÍS Stúdentar (1. Titel) - 1959/60: ÍR Reykjavík - 1960/61: ÍR Reykjavík - 1961/62: ÍR Reykjavík - 1962/63: ÍR Reykjavík - 1963/64: ÍR Reykjavík - 1964/65: KR Reykjavík (1. Titel) - 1965/66: KR Reykjavík - 1966/67: KR Reykjavík - 1967/68: KR Reykjavík - 1968/69: ÍR Reykjavík - 1969/70: ÍR Reykjavík - 1970/71: ÍR Reykjavík - 1971/72: ÍR Reykjavík - 1972/73: ÍR Reykjavík - 1973/74: KR Reykjavík | - 1974/75: ÍR Reykjavík - 1975/76: Ármann Reykjavík (1. Titel) - 1976/77: ÍR Reykjavík - 1977/78: KR Reykjavík - 1978/79: KR Reykjavík - 1979/80: Valur Reykjavík (1. Titel) - 1980/81: UMF Njarðvík (1. Titel) - 1981/82: UMF Njarðvík - 1982/83: Valur Reykjavík - 1983/84: UMF Njarðvík - 1984/85: UMF Njarðvík - 1985/86: UMF Njarðvík - 1986/87: UMF Njarðvík - 1987/88: Haukar Hafnarfjörður (1. Titel) - 1988/89: ÍBK Keflavík (1. Titel) - 1989/90: KR Reykjavík - 1990/91: UMF Njarðvík - 1991/92: ÍBK Keflavík - 1992/93: ÍBK Keflavík - 1994/95: UMF Njarðvík - 1995/96: UMF Grindavík (1. Titel) - 1993/94: UMF Njarðvík - 1996/97: Keflavík ÍF | - 1997/98: UMF Njarðvík - 1998/99: Keflavík ÍF - 1999/2000: KR Reykjavík - 2000/01: UMF Njarðvík - 2001/02: UMF Njarðvík - 2002/03: Keflavík ÍF - 2003/04: Keflavík ÍF - 2004/05: Keflavík ÍF - 2005/06: UMF Njarðvík - 2006/07: KR Reykjavík - 2007/08: Keflavík ÍF - 2008/09: KR Reykjavík - 2009/10: UMF Snæfell (Stykkishólmur) (1. Titel) - 2010/11: KR Reykjavík - 2011/12: UMF Grindavík - 2012/13: UMF Grindavík - 2013/14: KR Reykjavík - 2014/15: KR Reykjavík - 2015/16: KR Reykjavík - 2016/17: KR Reykjavík | Anzahl der Meisterschaften - KR Reykjavík (16 Titel, 1965–2014) - ÍR Reykjavík (15 Titel, 1954–1977) - UMF Njarðvík (13 Titel, 1981–2006) - Keflavík ÍF, ehemals ÍBK Keflavík (9 Titel, 1989–2008) - ÍKF Keflavíkurflugvöllur (4 Titel, 1952–1958) - UMF Grindavík (3 Titel, 1996–2013) - Valur Reykjavík (2 Titel, 1980–1983) - Ármann Reykjavík (1 Titel, 1976) - Haukar Hafnarfjörður (1 Titel, 1988) - ÍS Stúdentar (1 Titel, 1959) - UMF Snæfell (1 Titel, 2010) |